# 普里斯泰洛韋
50°32′30″N 34°20′7″E / 50.54167°N 34.33528°E
普里斯泰洛韋（羅馬化：Prystailove）是位於烏克蘭東北部的村莊，由蘇梅州蘇梅區的萊貝丁市鎮負責管轄。該村處於普肖爾河右岸，分別距離希爾基1.5公里和博布羅韋3.5公里，2001年人口663。